# A Flintstone család 2. – Viva Rock Vegas
A Flintstone család 2. – Viva Rock Vegas (eredeti cím: The Flintstones in Viva Rock Vegas) 2000-ben bemutatott amerikai filmvígjáték, amely az 1994-ben bemutatott Flintstone család című film folytatása.
Az élőszereplős játékfilm rendezője Brian Levant, producere Bruce Cohen. A forgatókönyvet Deborah Kaplan, Harry Elfont, Jim Cash és Jack Epps Jr. írta, a zenéjét David Newman szerezte. A mozifilm az Amblin Entertainment és a Hanna-Barbera gyártásában készült, a Universal Pictures forgalmazásában jelent meg.
Az Amerikai Egyesült Államokban 2000. április 28-án, Magyarországon 2000. szeptember 21-én mutatták be a mozikban.

## Szereplők
| Szerep                       | Színész                     | Magyar hang         |
| ---------------------------- | --------------------------- | ------------------- |
| Frédi                        | Mark Addy                   | Besenczi Árpád      |
| Béni                         | Stephen Baldwin             | Stohl András        |
| Vilma                        | Kristen Johnston            | Timkó Eszter        |
| Irma                         | Jane Krakowski              | Vadász Bea          |
| Csipi                        | Thomas Gibson               | Kőszegi Ákos        |
| Papa                         | Harvey Korman               | Dobránszky Zoltán   |
| Mama                         | Joan Collins                | Szabó Éva           |
| Gazoo                        | Alan Cumming                | Cseke Péter         |
| Mick Jagged                  | Alan Cumming                | Kálloy Molnár Péter |
| Joe Rockhead                 | Irwin Keyes                 | Szűcs Sándor        |
| Big Rocko                    | Tony Longo                  | Vass Gábor          |
| Little Rocko                 | Danny Woodburn              | Tardy Balázs        |
| Roxie                        | Alex Meneses                | Fehér Anna          |
| Kitty                        | Chene Lawson                | Biró Anikó          |
| Menyasszonyjelölt            | Jennifer Simard             | Simonyi Piroska     |
| Teniszező lány               | Heather Simpson             | Szénási Kata        |
| Agate dékán                  | Gary Epp                    | Kardos Gábor        |
| Gazaam & Gazing              | Taylor Negron               | Kautzky Armand      |
| Tökfilkók                    | Duane Davis                 | Galambos Péter      |
| Tökfilkók                    | Kevin Grevioux              | N/A                 |
| Kőfejtők Bronto Crane-nél    | Jack McGee                  | Csuja Imre          |
| Kőfejtők Bronto Crane-nél    | David Jean Thomas           | Végh Ferenc         |
| Munkás Bronto Crane-nél      | Brian Coughlin              | N/A                 |
| Parkolóinas                  | John Cho                    | Csatlós Vilmos      |
| Genevieve                    | Cheryl Holdridge            | Szilvássy Annamária |
| Idős férfi a Bronto King-nél | Buck Kartalian              | Surányi Imre        |
| Bódés                        | Matt Griesser               | Kajtár Róbert       |
| Szereplő                     | Eredeti hang                | Magyar hang         |
| Dínó                         | Mel Blanc (archív felvétel) | saját hangján       |
| Bronto Crane                 | Richard Karron              | Bácskai János       |
| Polip masszőr                | Rosie O’Donnell             | Rácz Kati           |
| Turmixgép                    | Allan Trautman              | Szokol Péter        |
| Polip bemondó                | John Stephenson             | N/A                 |
| Porszívó                     | N/A                         | Vizy György         |

További magyar hangok: F. Nagy Erika, Imre István, Kapácsy Miklós, Konrád Antal, Kószás Barbara, Móni Ottó, Némedi Mari, Orosz István, Pethes Csaba, Rudas István, Simon Aladár, Varga Tamás

## Betétdalok
- Viva Rock Vegas
- This Isn't Love
- Rock This Town
- Seven Nights to Rock
- Half a Boy, Half a Man
- You Get What You Give
- (Meet) The Flintstones
- Rise and Shine